# Мечеть Херсекзаде Ахмед-паші
Мече́ть Херсекзаде́ Ахме́д-паші́ (тур. Hersekzade Ahmet Paşa Camii) — історична мечеть, розташована в місті Кешан, провінція Едірне, Туреччина. Збудована у 1511 році великим візиром Херсекзаде Ахмед-пашею. Напис-присвята (кітабе) на мечеті відсутній. Вважається, що саме ця споруда згадується як месджид у селі Рус (Рос) у вакфійному документі 1515 року.
На початковому етапі притвор мечеті складався з трьох купольних секцій; пізніше до нього було зроблено прибудову в стилі цивільної архітектури з дуже широким карнизом. Мечеть має квадратний план розміром 12x12 метрів та перекрита свинцевим куполом діаметром 9,5 метрів. Мечеть, що перебувала у напівзруйнованому стані та була закрита для богослужінь, з 2022 року перебуває на реставрації.